# Ravin du bois de la Cambre

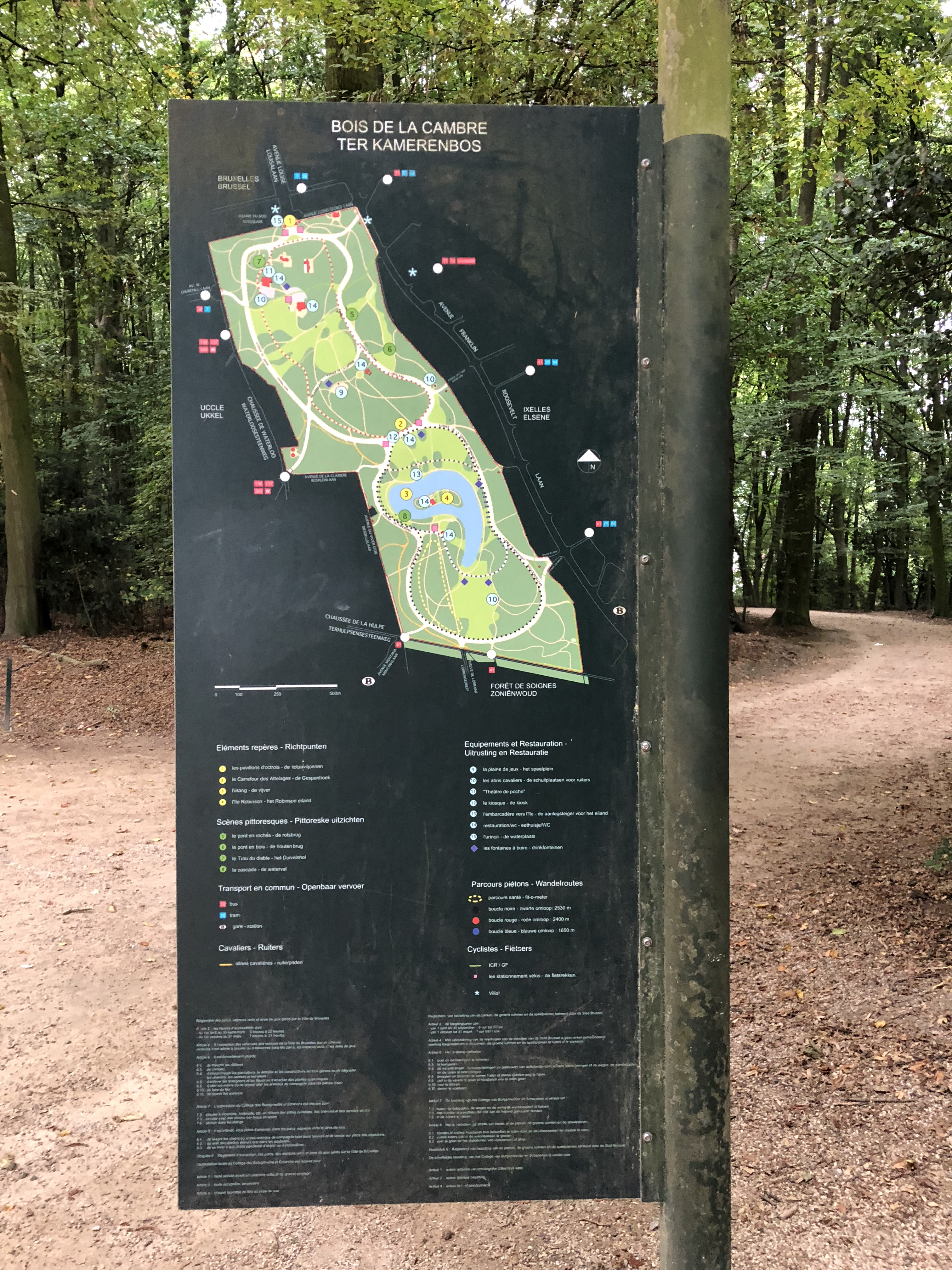
Panneau avec plan du bois de la Cambre.

Le ravin du bois de la Cambre, que surplombe un imposant pont en roches appelé Pont Rustique, est une des deux principales attractions de la première partie du bois de la Cambre, la seconde étant la pelouse des Anglais.

## Situation
De forme quasi triangulaire, il  touche à l'allée des Amazones, au chemin du Pont Rustique, au chemin des Patineurs et, en passant sous le pont rustique, au chemin de l'Aube.

## Galerie

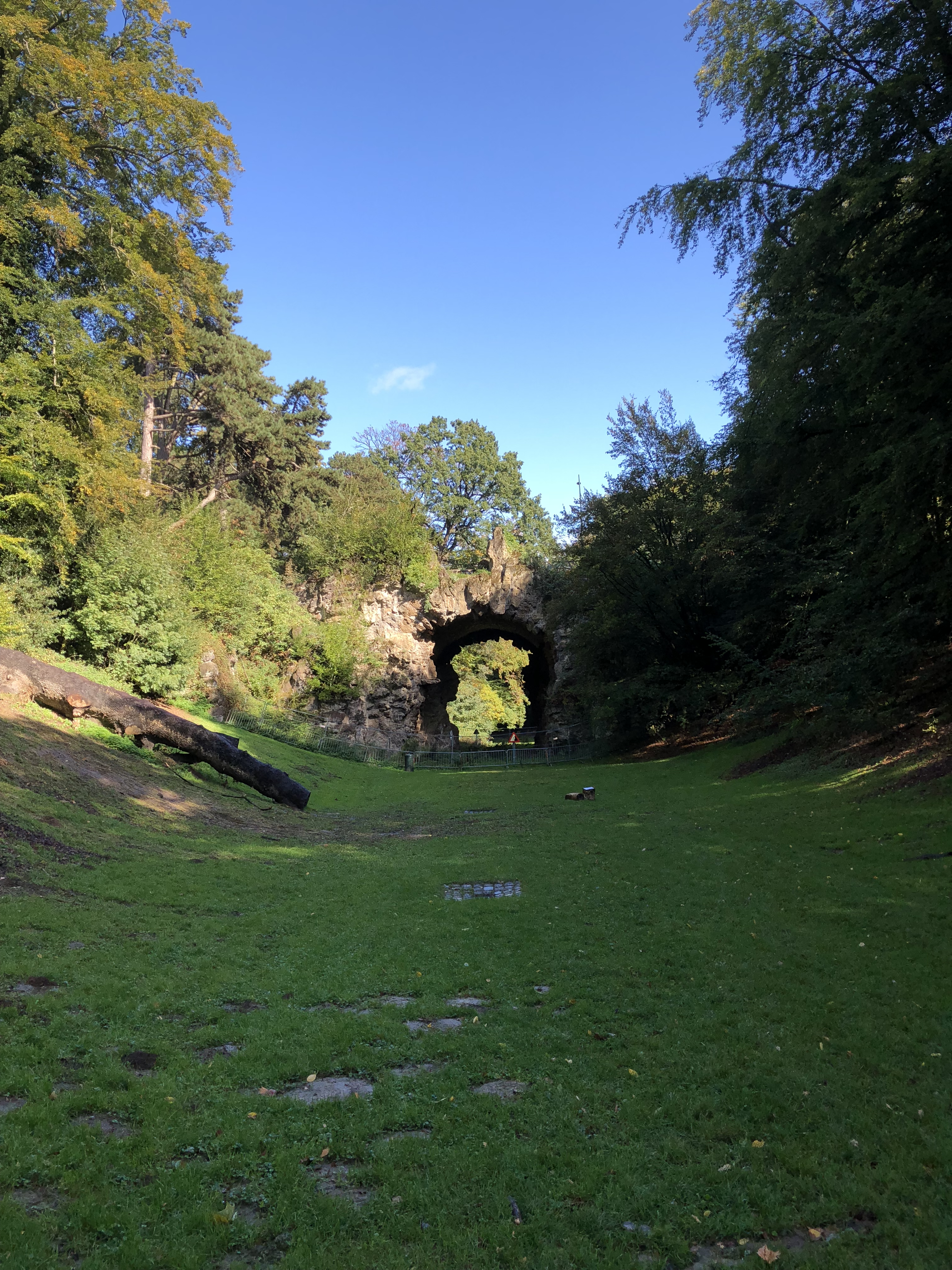
Le ravin et le Pont Rustique
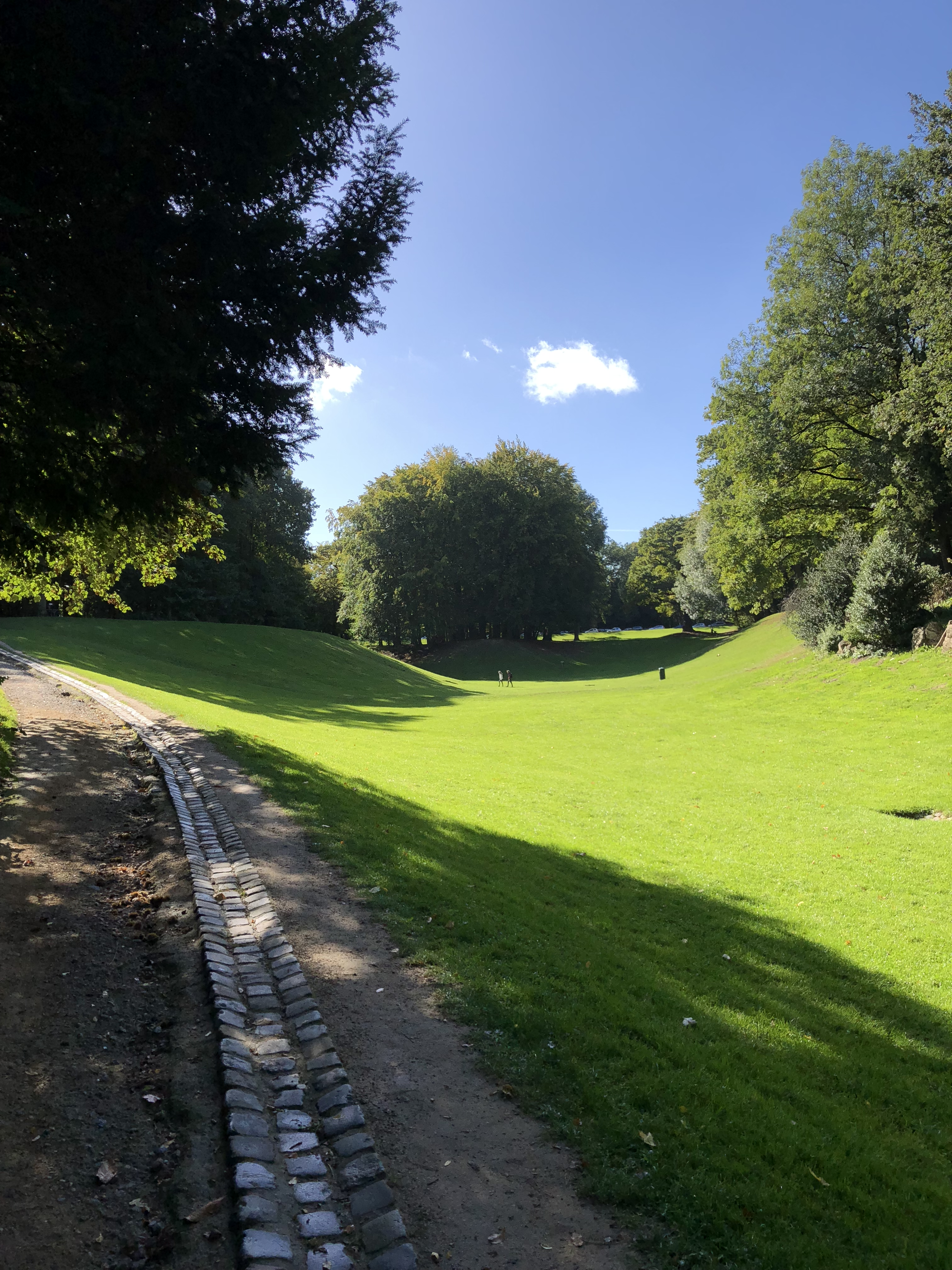
En direction de l'allée des Amazones, à gauche, le chemin des Patineurs
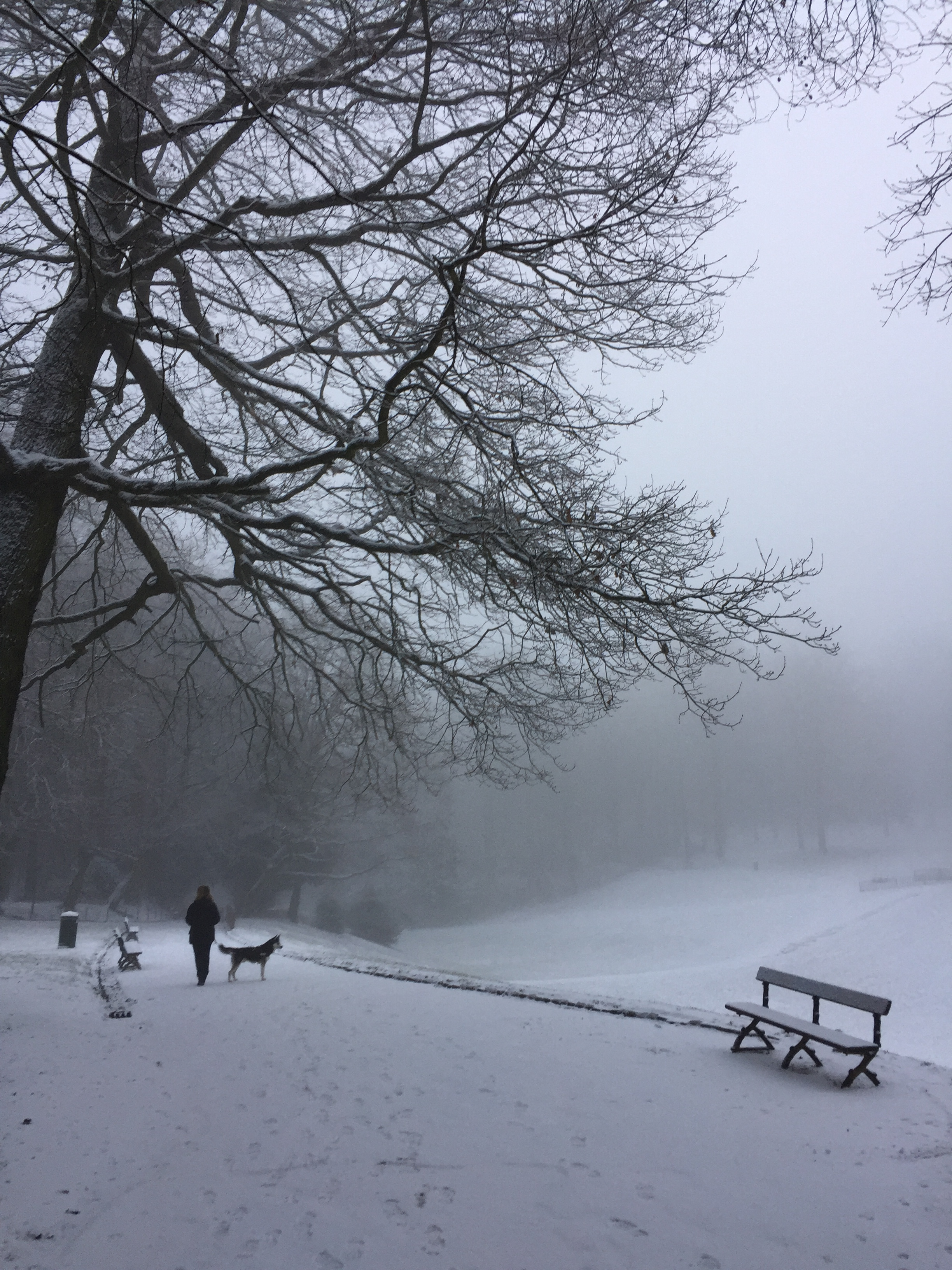
Vue du ravin en hiver, depuis le chemin du Pont Rustique

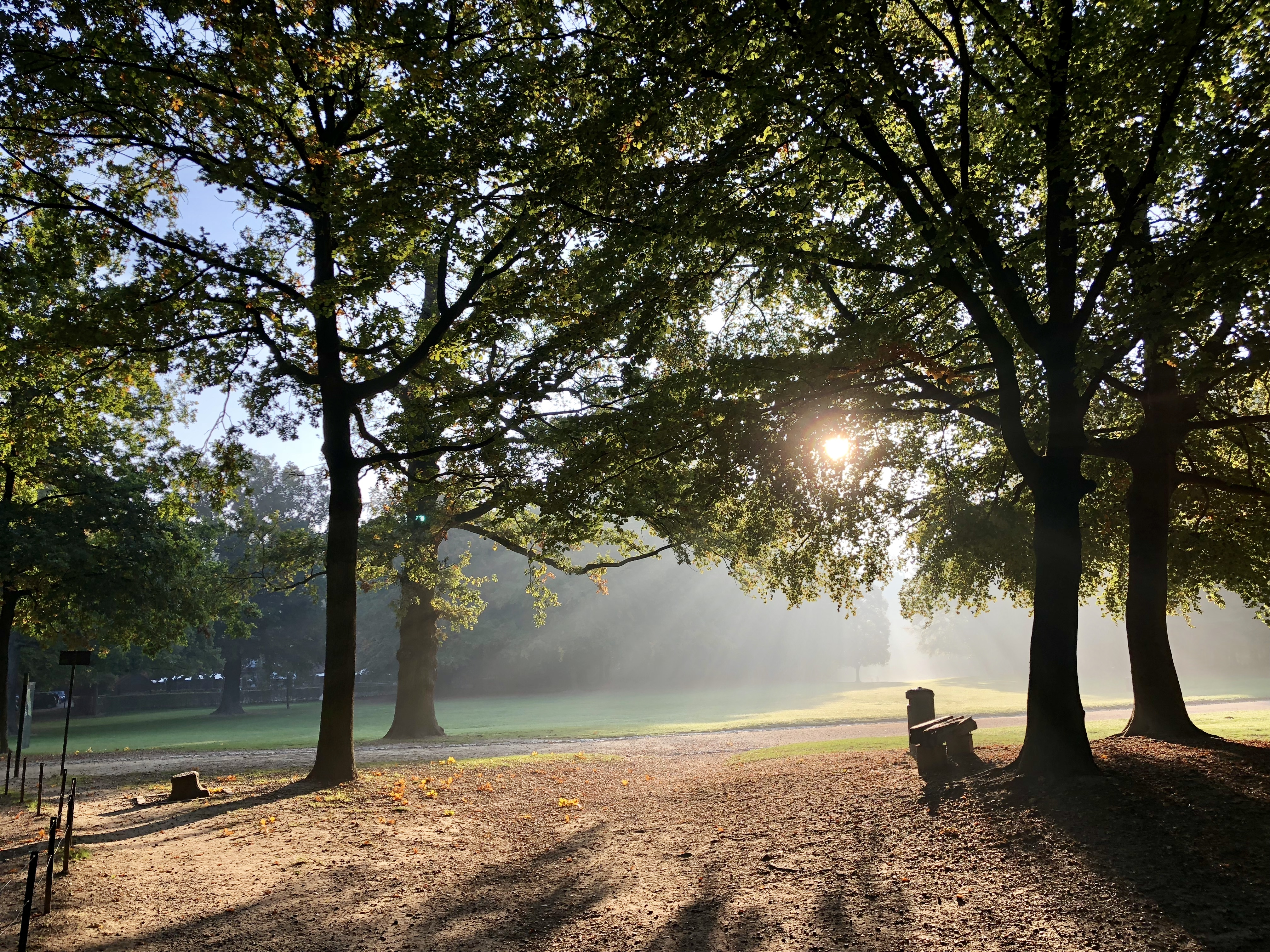
La pelouse des Anglais et dans le fond, le ravin du bois de la Cambre

### Articles et voies connexes
- Forêt de Soignes
- Bois de la Cambre
- Lac du bois de la Cambre
- Théâtre de Poche
- Liste des voies du bois de la Cambre
- Allée des Amazones
- Chemin du Croquet
- Chemin du Pont Rustique
- Chemin des Patineurs